# Quân Cờ Vàng
Quân Cờ Vàng (黃旗軍, Hán Việt: Hoàng Kỳ quân) là một đảng cướp thổ phỉ, có nguồn gốc từ tàn quân của phong trào Thái Bình Thiên Quốc (Trung Quốc) kéo sang Việt Nam từ giữa thập kỷ 1860. Đội quân này do Hoàng Sùng Anh cầm đầu, dùng hiệu kỳ màu vàng để phân biệt với quân Cờ Đen và quân Cờ Trắng, thường xuyên tổ chức cướp phá, bách hại dân chúng, đồng thời tìm cách loại trừ, tiêu diệt hai nhóm thổ phỉ còn lại. Về sau, Hoàng Sùng Anh bị quân Cờ Đen tiêu diệt, quân Cờ Vàng tan rã. Quân Cờ Đen kiểm soát khu vực trung và thượng du Bắc Kỳ.